# سیبیرگانوو
سیبیرگانوو (انگلیسی: Sibirganovo) یک شهرک در شهرستان بورایفسکی باشقیرستان کشور روسیه است.